# Tewane
Tewane – wieś w Botswanie w dystrykcie Central. Według spisu ludności z 2011 roku wieś liczyła 459 mieszkańców.